# Olympische Winterspiele 1968/Ski Alpin
Bei den X. Olympischen Spielen 1968 wurden sechs Wettbewerbe im Alpinen Skisport ausgetragen. Die drei Erstplatzierten in der Abfahrt, im Riesenslalom und im Slalom erhielten nebst den Olympiamedaillen auch Weltmeisterschaftsmedaillen, da diese Wettbewerbe gleichzeitig als 20. Alpine Skiweltmeisterschaften gewertet wurden. In der Alpinen Kombination wurden nur WM-Medaillen verliehen. Außerdem zählten die Rennen zum Weltcup mit Ausnahme der Kombination zum Alpinen Skiweltcup.
Austragungsort sämtlicher alpiner Skirennen war Chamrousse, ein östlich von Grenoble gelegener Wintersportort. Das Ziel von fünf der sechs Rennen befand sich im Gebiet Recoin de Chamrousse, jenes der Männer-Abfahrt im Gebiet Casserousse.

## Olympische Bilanz

### Medaillenspiegel
| Platz | Land       | Gold | Silber | Bronze | Gesamt |
| ----- | ---------- | ---- | ------ | ------ | ------ |
| 1     | Frankreich | 4    | 3      | 1      | 8      |
| 2     | Österreich | 1    | 1      | 3      | 5      |
| 3     | Kanada     | 1    | 1      | –      | 2      |
| 4     | Schweiz    | –    | 1      | 2      | 3      |

### Medaillengewinner
| Konkurrenz   | Gold              | Silber        | Bronze               |
| ------------ | ----------------- | ------------- | -------------------- |
| Abfahrt      | Jean-Claude Killy | Guy Périllat  | Jean-Daniel Dätwyler |
| Riesenslalom | Jean-Claude Killy | Willy Favre   | Heinrich Messner     |
| Slalom       | Jean-Claude Killy | Herbert Huber | Alfred Matt          |

| Konkurrenz   | Gold               | Silber       | Bronze            |
| ------------ | ------------------ | ------------ | ----------------- |
| Abfahrt      | Olga Pall          | Isabelle Mir | Christl Haas      |
| Riesenslalom | Nancy Greene       | Annie Famose | Fernande Bochatay |
| Slalom       | Marielle Goitschel | Nancy Greene | Annie Famose      |

## Ergebnisse Männer

### Abfahrt
Olympiasieger 1964: Egon Zimmermann (AUT) / Weltmeister 1966: Jean-Claude Killy (FRA).

| Platz | Land | Sportler             | Zeit (min) |
| ----- | ---- | -------------------- | ---------- |
| 1     | FRA  | Jean-Claude Killy    | 1:59,85    |
| 2     | FRA  | Guy Périllat         | 1:59,93    |
| 3     | SUI  | Jean-Daniel Dätwyler | 2:00,32    |
| 4     | AUT  | Heinrich Messner     | 2:01,03    |
| 5     | AUT  | Karl Schranz         | 2:01,89    |
| 6     | ITA  | Ivo Mahlknecht       | 2:02,00    |
| 7     | FRG  | Gerhard Prinzing     | 2:02,10    |
| 8     | FRA  | Bernard Orcel        | 2:02,22    |
| 9     | AUT  | Gerhard Nenning      | 2:02,31    |
| 10    | SUI  | Edmund Bruggmann     | 2:02,36    |
|       |      |                      |            |
| 12    | FRG  | Ludwig Leitner       | 2:02,54    |
| 13    | AUT  | Egon Zimmermann      | 2:02,55    |
| 14    | SUI  | Josef Minsch         | 2:02,76    |
| 15    | FRG  | Franz Vogler         | 2:02,94    |
| 16    | SUI  | Dumeng Giovanoli     | 2:02,98    |
| 19    | FRG  | Dieter Fersch        | 2:03,41    |
| 33    | LIE  | Josef Gassner        | 2:06,91    |
| 37    | LIE  | Wolfgang Ender       | 2:08,08    |

Datum: 9. Februar, 12:00 Uhr

Piste: „Chamrousse“

Start: 2252 m, Ziel: 1412 m

Höhendifferenz: 840 m, Streckenlänge: 2890 m
Am Start waren 86 Läufer aus 29 Ländern, von denen 73 ins Ziel kamen. Das zuerst am 8. Februar mit Start um 12 Uhr vorgesehene Rennen musste wegen Nebels um einen Tag verschoben werden. Es waren vorerst noch die beiden Vorläufer Andreas Sprecher und Rudolf Sailer ins Ziel gekommen, doch dann hatte der Sturm von einer Minute zur anderen eine derartige Heftigkeit erreicht, dass es keine Startfreigabe für Guy Périllat (Nr. 1) gab. Vorerst entschied die Jury auf eine Verschiebung von jeweils zehn Minuten, um 12:30 Uhr aber aus Sicherheitsgründen auf die Absage.
Killy hatte das «Nonstop-Training» gewonnen, ihm als Techniker lag diese Strecke mit 29 % Durchschnittsgefälle (höchstes Gefälle 65 %) mit ihren heiklen Kurven, häufigen Buckeln und tückischen Steilwänden am besten. Olympiasieger Zimmermann hatte in allen Trainings nicht überzeugt, war aber trotzdem von der österreichischen Teamführung statt Rudolf Sailer aufgestellt worden. Allerdings waren alle ÖSV-Läufer etwas skeptisch.
Périllat hatte vorerst vor Dätwyler (Nr. 4), Messner (Nr. 9) und Schranz (Nr. 11) geführt, ehe Killy mit Nr. 14 kam. Bei der Zwischenzeit betrug sein Vorsprung auf Périllat rund eine Sekunde, der in den flachen Partien der unteren Streckenhälfte wegen falsch gewachster Skier bis auf acht Hundertstel zusammenschmolz. Dem im Abfahrtsweltcup führenden Nenning, der zuvor sowohl am Lauberhorn als auch am Hahnenkamm gewonnen hatte, gelang keine gute Fahrt: Als er mit Nr. 10 ins Ziel kam, war er bereits Fünfter. Billy Kidds Start schien ungewiss; er war beim Training schwer zu Sturz gekommen und hatte sich am Knöchel verletzt, den er sich zwei Jahre zuvor in Kitzbühel gebrochen hatte. Dank der Startverschiebung um einen Tag ging er ins Rennen (Nr. 12), mehr als 2:03,40 Minuten waren für ihn unter diesen Umständen nicht möglich.

### Riesenslalom
Olympiasieger 1964: François Bonlieu (FRA) (Karriere beendet) / Weltmeister 1966: Guy Périllat (FRA).

| Platz | Land | Sportler             | Zeit (min) |
| ----- | ---- | -------------------- | ---------- |
| 1     | FRA  | Jean-Claude Killy    | 3:29,28    |
| 2     | SUI  | Willy Favre          | 3:31,50    |
| 3     | AUT  | Heinrich Messner     | 3:31,83    |
| 4     | FRA  | Guy Périllat         | 3:32,06    |
| 5     | USA  | Billy Kidd           | 3:32,37    |
| 6     | AUT  | Karl Schranz         | 3:33,08    |
| 7     | SUI  | Dumeng Giovanoli     | 3:33,55    |
| 8     | AUT  | Gerhard Nenning      | 3:33,61    |
| 9     | FRA  | Georges Mauduit      | 3:33,78    |
| 10    | USA  | Jimmy Heuga          | 3:33,89    |
|       |      |                      |            |
| 12    | SUI  | Edmund Bruggmann     | 3:34,91    |
| 22    | FRG  | Willi Lesch          | 3:38,83    |
| 23    | FRG  | Ludwig Leitner       | 3:38,85    |
| 24    | FRG  | Sepp Heckelmiller    | 3:38,95    |
| 26    | ITA  | Ivo Mahlknecht       | 3:40,08    |
| 28    | SUI  | Stefan Kälin         | 3:40,52    |
| 31    | LIE  | Josef Gassner        | 3:42,38    |
| 32    | LIE  | Wolfgang Ender       | 3:43,43    |
| 41    | GDR  | Eberhard Riedel      | 3:46,67    |
| 56    | LIE  | Albert Frick         | 3:55,90    |
| 57    | LIE  | Hans-Walter Schädler | 3:56,96    |

1. Lauf: 11. Februar, 12:00 Uhr

Piste: „Simond“

Start: 2090 m, Ziel: 1640 m

Höhendifferenz: 450 m, Streckenlänge: 1800 m

Tore: 70
2. Lauf: 12. Februar, 12:00 Uhr

Piste: „Vallons“

Start: 2153 m, Ziel: 1703 m

Höhendifferenz: 450 m, Streckenlänge: 1780 m

Tore: 57
Es starteten 100 Skiläufer aus 36 Ländern, 88 kamen in die Wertung. – Ausgeschieden u. a. Gerhard Prinzing (FRG), Bernard Orcel (FRA) (beide im ersten Lauf) sowie im 2. Lauf Rod Hebron (CAN), Werner Bleiner (AUT).

Zum ersten Mal überhaupt wurde ein olympischer Riesenslalom in zwei Läufen ausgetragen, im Gegensatz zu der später ausgeübten Praxis aber an 2 aufeinanderfolgenden Tagen und auf zwei verschiedenen Pisten. Diese Regelung ist erstmals bei der Ski-WM 1966 zur Anwendung gekommen. Nach dem ersten Lauf lag Jean-Claude Killy in 1:42,74 um 1,20 Sekunden vor Willy Favre und 2,04 Sekunden vor Guy Périllat. Während der erste Lauf bei Sonnenschein durchgeführt werden konnte, herrschten beim zweiten Lauf Nebel und Schneefall. Heinrich Messner verbesserte sich dank einer Energieleistung mit drittbester Laufzeit (1:46,67) vom fünften auf den dritten Platz, doch ein Fehler im Schlussteil kostete ihm die Silbermedaille. Demgegenüber ließ die 5. Laufzeit (1:47,28) Périllat noch aus den Medaillenrängen fallen. Killy konnte mit der zweitbesten Laufzeit seinen Vorsprung weiter ausbauen. Seine Darbietung war die Demonstration eines Skikönigs. Die beste Zeit im zweiten Lauf erzielte Billy Kidd, der acht Hundertstelsekunde schneller als Killy war und vom achten auf den fünften Platz vorstieß. Bleiner fuhr im 2. Lauf an Tor Nr. 54 vorbei, so dass seine ohnehin schwachen 1:51,20 (Kidds Laufbestzeit war 1:46,46) nicht zählten.

### Slalom
Olympiasieger 1964: Josef Stiegler (AUT) (Karriere beendet) / Weltmeister 1966: Carlo Senoner (ITA) (Karriere beendet).

| Platz | Land | Sportler               | Zeit (min) |
| ----- | ---- | ---------------------- | ---------- |
| 1     | FRA  | Jean-Claude Killy      | 1:39,73    |
| 2     | AUT  | Herbert Huber          | 1:39,82    |
| 3     | AUT  | Alfred Matt            | 1:40,09    |
| 4     | SUI  | Dumeng Giovanoli       | 1:40,22    |
| 5     | USA  | Vladimir Sabich        | 1:40,49    |
| 6     | POL  | Andrzej Bachleda-Curuś | 1:40,61    |
| 7     | USA  | Jimmy Heuga            | 1:40,97    |
| 8     | FRA  | Alain Penz             | 1:41,14    |
| 9     | USA  | Rick Chaffee           | 1:41,19    |
| 10    | SUI  | Peter Frei             | 1:41,98    |
|       |      |                        |            |
| 12    | FRG  | Ludwig Leitner         | 1:43,50    |
| 13    | GDR  | Eberhard Riedel        | 1:44,07    |
| 14    | AUT  | Heinrich Messner       | 1:44,15    |
| 16    | FRG  | Alfred Hagn            | 1:44,65    |
| 19    | ITA  | Ivo Mahlknecht         | 1:45,25    |
| 20    | FRG  | Max Rieger             | 1:45,38    |

Datum: 17. Februar, 12:00 Uhr

Piste: „Stade de Slalom“

Start: 1826 m, Ziel: 1650 m

Höhendifferenz: 176 m, Streckenlänge: 520 m

Tore: 62 (1. Lauf), 69 (2. Lauf)
Ausgeschieden u. a.: Willy Favre (SUI), Billy Kidd (USA), Guy Périllat (FRA), Carlo Senoner (ITA); disqualifiziert: Håkon Mjøen (NOR, Torfehler), Karl Schranz (AUT, Torfehler). Es herrschte dichter Nebel über der Strecke.
Zum Slalom meldeten sich 101 Rennläufer aus 33 Ländern an. Drei Tage vor dem Rennen fand ein zweiteiliger Qualifikationswettkampf statt. Im ersten Teil wurden die Teilnehmer in 17 Gruppen eingeteilt, aus denen sich jeweils die zwei Schnellsten direkt für das Rennen qualifizieren konnten. Darauf folgte ein Hoffnungslauf, an dem weitere 17 Startplätze vergeben wurden. Vorgesehen war zudem ein Klassifizierungslauf am 16. Februar, in dem die verbliebenen 51 Rennläufer um eine möglichst günstige Startposition kämpfen sollten. Dieser Teil wurde wegen dichten Nebels abgesagt und die Startnummern wurden anhand der FIS-Punkteliste verteilt.

## Ergebnisse Frauen

### Abfahrt
Olympiasiegerin 1964: Christl Haas (AUT) / Weltmeisterin 1966: Marielle Goitschel (FRA).

| Platz | Land | Sportlerin         | Zeit (min) |
| ----- | ---- | ------------------ | ---------- |
| 1     | AUT  | Olga Pall          | 1:40,87    |
| 2     | FRA  | Isabelle Mir       | 1:41,33    |
| 3     | AUT  | Christl Haas       | 1:41,41    |
| 4     | AUT  | Brigitte Seiwald   | 1:41,82    |
| 5     | FRA  | Annie Famose       | 1:42,15    |
| 6     | GBR  | Felicity Field     | 1:42,79    |
| 7     | SUI  | Fernande Bochatay  | 1:42,87    |
| 8     | FRA  | Marielle Goitschel | 1:42,95    |
| 9     | FRA  | Florence Steurer   | 1:43,00    |
| 10    | CAN  | Nancy Greene       | 1:43,12    |
| 11    | SUI  | Annerösli Zryd     | 1:43,76    |
| 12    | AUT  | Gertrud Gabl       | 1:43,97    |
|       |      |                    |            |
| 14    | FRG  | Burgl Färbinger    | 1:44,29    |
| 16    | SUI  | Madeleine Wuilloud | 1:44,49    |
| 18    | SUI  | Vreni Inäbnit      | 1:45,16    |
| 19    | FRG  | Margret Hafen      | 1:45,33    |
| 24    | FRG  | Christine Laprell  | 1:47,62    |
| 25    | FRG  | Rosi Mittermaier   | 1:47,73    |
| 38    | LIE  | Martha Bühler      | 1:53,33    |

Datum: 10. Februar, 12:00 Uhr

Piste: „Chamrousse“

Start: 2252 m, Ziel: 1650 m

Höhendifferenz: 602 m, Streckenlänge: 2160 m
Das Rennen fand bei Sonnenschein unter besten Bedingungen statt. 39 Rennläuferinnen aus 14 Ländern waren Start, 38 kamen ins Ziel.

Als erste der Favoritinnen setzte sich die Österreicherin Christl Haas (Nr. 7) an die Spitze. Die Schweizerin Annerösli Zryd (Nr. 10) lag im Bereich der Zeit von Haas, stürzte aber wenige Meter vor dem Ziel, rutschte auf dem Rücken über die Ziellinie und verpasste dadurch eine Medaille. Wenig später übernahm Isabelle Mir (Nr. 13) die Spitzenposition. Die Zeit der Französin wurde schließlich von Olga Pall (Nr. 15) um knapp eine halbe Sekunde unterboten.

### Riesenslalom
Olympiasiegerin 1964 und Weltmeisterin 1966: Marielle Goitschel (FRA).

| Platz | Land | Sportlerin         | Zeit (min) |
| ----- | ---- | ------------------ | ---------- |
| 1     | CAN  | Nancy Greene       | 1:51,97    |
| 2     | FRA  | Annie Famose       | 1:54,61    |
| 3     | SUI  | Fernande Bochatay  | 1:54,74    |
| 4     | FRA  | Florence Steurer   | 1:54,75    |
| 5     | AUT  | Olga Pall          | 1:55,61    |
| 6     | FRA  | Isabelle Mir       | 1:56,07    |
| 7     | FRA  | Marielle Goitschel | 1:56,09    |
| 8     | GBR  | Divina Galica      | 1:56,58    |
| 9     | AUT  | Gertrud Gabl       | 1:56,85    |
| 10    | FRG  | Burgl Färbinger    | 1:57,20    |
| 11    | AUT  | Brigitte Seiwald   | 1:57,26    |
|       |      |                    |            |
| 13    | SUI  | Annerösli Zryd     | 1:57,60    |
| 15    | FRG  | Christine Laprell  | 1:58,12    |
| 18    | FRG  | Margret Hafen      | 1:58,47    |
| 19    | SUI  | Vreni Inäbnit      | 1:58,50    |
| 20    | FRG  | Rosi Mittermaier   | 1:58,75    |
| 27    | AUT  | Elisabeth Pall     | 2:00,91    |
| 31    | ITA  | Lotte Nogler       | 2:04,87    |
| 33    | LIE  | Martha Bühler      | 2:00,91    |

Datum: 15. Februar, 12:00 Uhr

Piste: „Gaboureaux“

Start: 2090 m, Ziel: 1650 m

Höhendifferenz: 440 m, Streckenlänge: 1610 m

Tore: 68 (Kurssetzer: Jean Béranger, FRA)
Im Gegensatz zum Rennen der Männer wurde der Riesenslalom der Frauen nur in einem Lauf ausgetragen.

Stark bewölkt, aber gute Sicht. 47 Rennläuferinnen aus 18 Ländern, 42 kamen ins Ziel. Ausgeschieden u. a.: Madeleine Wuilloud (SUI),
Betsy Clifford (CAN).

Der Vorsprung von 2,64 Sekunden der Siegerin Nancy Greene ist der größte, der jemals bei einem Olympia- oder Weltmeisterschaftsrennen gemessen wurde.

### Slalom
Olympiasiegerin 1964: Christine Goitschel (FRA) / Weltmeisterin 1966: Annie Famose (FRA).

| Platz | Land | Sportlerin          | Zeit (min) |
| ----- | ---- | ------------------- | ---------- |
| 1     | FRA  | Marielle Goitschel  | 1:25,86    |
| 2     | CAN  | Nancy Greene        | 1:26,15    |
| 3     | FRA  | Annie Famose        | 1:27,89    |
| 4     | GBR  | Gina Hathorn        | 1:27,92    |
| 5     | FRA  | Isabelle Mir        | 1:28,22    |
| 6     | FRG  | Burgl Färbinger     | 1:28,90    |
| 7     | ITA  | Glorianda Cipolla   | 1:29,74    |
| 8     | AUT  | Bernadette Rauter   | 1:30,44    |
| 9     | AUT  | Olga Pall           | 1:31,11    |
| 10    | FRG  | Christine Laprell   | 1:31,25    |
| 11    | SUI  | Annerösli Zryd      | 1:31,41    |
|       |      |                     |            |
| 13    | SUI  | Madeleine Wuilloud  | 1:33,27    |
| 16    | FRG  | Christa Hintermaier | 1:34,62    |
| 17    | SUI  | Vreni Inäbnit       | 1:35,18    |
| 20    | ITA  | Lotte Nogler        | 1:38,33    |
| 24    | AUT  | Brigitte Seiwald    | 1:41,29    |
| 28    | LIE  | Martha Bühler       | 1:49,44    |

Datum: 13. Februar, 12:00 Uhr

Piste: „Stade de Slalom“

Start: 1806 m, Ziel: 1650 m

Höhendifferenz: 156 m, Streckenlänge: 420 m

Tore: 56 (1. Lauf – Kurssetzer: Hermann Gamon, AUT), 57 (2. Lauf – Kurssetzer Jean Béranger, FRA)
Von den 49 Rennläuferinnen aus 18 Ländern kamen 31 ins Ziel. Ausgeschieden u. a.: Fernande Bochatay (SUI), Betsy Clifford (CAN), Kiki Cutter (USA), Gertrud Gabl (AUT), Divina Galica (GBR), Rosi Mittermaier (FRG), Judy Nagel (USA), Florence Steurer (FRA), Rosie Fortna (USA).
Nach dem ersten Lauf führte Judy Nagel, doch war sie als 16-Jährige der Aufgabe nicht gewachsen; es kam überhaupt keine Läuferin des US-Verbandes in die Wertung.
Aus österreichischer Sicht war Seiwald auf Rang 4 klassiert. Die mit Nr. 15 gestartete Weltranglisten-Erste Gabl schied nach nicht ganz hundert Metern aus. Im zweiten Lauf konnte Greene mit klarer Laufbestzeit wegen zu großen Rückstands lediglich den Rückstand minimieren. Seiwald beging viele Fehler, was sie im Klassement weit zurückwarf.

## Weltmeisterschaften

### Kombination (Männer)
Weltmeister 1966: Jean-Claude Killy (FRA).

| Platz | Land | Sportler               | Punkte |
| ----- | ---- | ---------------------- | ------ |
| 1     | FRA  | Jean-Claude Killy      | 00,00  |
| 2     | SUI  | Dumeng Giovanoli       | 32,98  |
| 3     | AUT  | Heinrich Messner       | 38,57  |
| 4     | POL  | Andrzej Bachleda-Curuś | 54,45  |
| 5     | FRG  | Ludwig Leitner         | ?      |
| 6     | SWE  | Rune Lindström         | 66,98  |

Für den Kombinationsbewerb wurden keine Olympiamedaillen vergeben, sondern nur WM-Medaillen. Die Positionen wurden nach einem Punktesystem aus den Ergebnissen der Abfahrt, des Riesenslaloms und des Slaloms ermittelt.

Nach 2 Bewerben hatte Killy vor Périllat und Messner geführt; es folgten Schranz, Nenning, Kidd, Giovanoli, Bruggmann, Mussner und Ludwig Leitner.

### Kombination (Frauen)
Weltmeisterin 1966: Marielle Goitschel (FRA).
| Platz | Land | Sportlerin         | Punkte |
| ----- | ---- | ------------------ | ------ |
| 1     | CAN  | Nancy Greene       | 16,31  |
| 2     | FRA  | Marielle Goitschel | 36,00  |
| 3     | FRA  | Annie Famose       | 36,19  |
| 4     | FRA  | Isabelle Mir       | 40,75  |
| 5     | AUT  | Olga Pall          | 52,50  |
| 6     | FRG  | Burgl Färbinger    | 69,16  |

Für den Kombinationsbewerb wurden keine Olympiamedaillen vergeben, sondern nur WM-Medaillen. Die Positionen wurden nach einem Punktesystem aus den Ergebnissen der Abfahrt, des Riesenslaloms und des Slaloms ermittelt.